# Амнистия 1953 года
Амнистия, объявленная Указом Президиума Верховного Совета СССР от 27 марта 1953 года (также «ворошиловская», позднее — «бериевская» амнистия), стала самой крупной по числу освобождённых за всю историю СССР и России.
По амнистии было освобождено 1 201 738, по другим данным — 1 349 263 человек. За амнистией последовал всплеск преступности амнистированных, в отдельных регионах принявший угрожающие масштабы. При этом ожидаемое от власти освобождение политических заключённых в основной их массе не последовало.
Отдельным пунктом принятого указа было поручение Министерству юстиции в месячный срок внести в Совет Министров СССР предложения по изменению уголовного законодательства, предусматривающие замену уголовной ответственности за ряд бытовых, хозяйственных, должностных правонарушений на административную или дисциплинарную ответственность или на меры общественного воздействия.

## Предыстория

### До смерти Сталина
В 1930—1940‑х годах Уголовный кодекс РСФСР 1926 года с последующими дополнениями насчитывал 42 состава преступления, за которые была предусмотрена смертная казнь. Указом Президиума Верховного Совета СССР от 26 мая 1947 года смертная казнь для мирного времени была отменена. За преступления, для которых действовавшими законами была предусмотрена смертная казнь, постановлено применять заключение в исправительно-трудовые лагеря сроком на 25 лет. 12 января 1950 года смертную казнь было допущено применять, но лишь «к изменникам родины, шпионам, подрывникам-диверсантам», в группу которых не попали даже квалифицированные убийцы. Почти одновременно с отменой смертной казни указами Президиума Верховного Совета СССР от 4 июня 1947 года были значительно увеличены сроки лишения свободы, предусмотренные за различного рода хищения и разбой.
Такие изменения уголовного законодательства привели к значительному росту числа заключённых. С 1,7 млн в начале 1947 года к началу 1953 года количество содержащихся в исправительно-трудовых колониях и лагерях возросло до 2,5 млн человек. При этом контингент так называемых политических заключённых возрос незначительно (в лагерях с 428 до 465 тыс. соответственно).
К 1953 году Министерство внутренних дел СССР было крупнейшим в Союзе хозяйственным ведомством. За 1952 год оно освоило 12 180 млн руб., что составило около 9 % общесоюзных капитальных вложений. Это превышало показатели всех иных министерств, в том числе следовавшего за МВД Министерства нефтяной промышленности (11 300 млн руб.). Кроме того, МВД выполняло работы за счёт лимитов других министерств — на 1953 год было запланировано таких работ стоимостью на 900 миллионов рублей. Доля МВД в производстве промышленной продукции была скромнее. В 1952 году промышленностью МВД было выпущено валовой продукции на 17 180 млн руб., что составляло около 2,3 % валовой продукции промышленности СССР. Государственный план на пятую пятилетку (1951—1955), утверждённый в ноябре 1952 года, предусматривал увеличение капитальных вложений в промышленность МВД. Силами заключённых выполнялись самые тяжёлые работы, преимущественно в отдалённых районах. Ценными считались такие качества принудительного труда, как возможность быстро сосредоточить в нужном месте большое количество рабочей силы, способной трудиться любое время и в любых условиях.

### После смерти Сталина
5 марта 1953 года умер И. В. Сталин. В этот же день на совместном заседании Президиума ЦК КПСС, Совмина СССР и Президиума Верховного Совета СССР принято решение об объединении МВД СССР и МГБ СССР в новом Министерстве внутренних дел СССР. Министром назначен Л. П. Берия, который до этого курировал эти министерства как заместитель председателя союзного правительства.
Уже 13 марта вновь назначенный министр распорядился о создании следственной группы для пересмотра нашумевших «дела врачей», дела арестованных бывших сотрудников МГБ СССР, дела бывших работников Главного артиллерийского управления Минобороны СССР, «мингрельского» и «авиационного» дел. Впоследствии все эти дела были признаны сфальсифицированными, а арестованные по ним лица освобождены. 17 марта Берия внёс предложение вывести из структуры союзного МВД ряд производственных объединений, в частности, колымский Дальстрой, Енисейскстрой и Главупр горно-металлургической промышленности, а также передать ГУЛАГ в ведение Минюста СССР. Постановлением Совмина СССР от 18 марта 1953 года предложение Берии о выводе производственных объединений было принято (ГУЛАГ передадут в Минюст на следующий день после амнистии — 28 марта). 21 марта, по другим данным — 27 марта Берия направил в Президиум ЦК КПСС записку «О пересмотре плана строительных работ», в которой настаивал на замораживании дорогостоящих и, по его мнению, малоэффективных проектов — таких как Главный Туркменский канал и тоннель под Татарским проливом.

## Амнистия

### Процесс издания указа
26 марта 1953 года Берия направил в Президиум ЦК КПСС пояснительную записку с проектом указа об амнистии. В записке сообщались данные о количестве лиц, отбывающих наказание в лагерях, тюрьмах и колониях: всего 2 526 402 человека, из которых осуждено на срок до 5 лет — 590 000, от 5 до 10 лет — 1 216 000, от 10 до 20 лет — 573 000 и свыше 20 лет — 188 000 человек. Приводились сведения по категориям заключённых, предлагавшимся к освобождению: среди получивших до 5 лет значительное количество осуждены за преступления, совершённые впервые и не повлёкшие тяжких последствий (самовольный уход с работы, должностные и хозяйственные преступления, мелкие кражи, хулиганство, мелкая спекуляция и др.); среди осуждённых на срок от 5 до 10 лет 30 000 человек совершили должностные, хозяйственные или воинские преступления, в числе которых — председатели и бригадиры колхозов, инженеры, руководители предприятий и др. Сообщалось также о содержании в местах лишения свободы 438 788 женщин, из которых 6 286 беременных и 35 505 женщин, имеющих при себе детей в возрасте до 2 лет, а также о наличии у многих заключённых женщин детей в возрасте до 10 лет, оставшихся на воспитании у родственников или в детских домах. О пожилых людях названо число в 238 000 мужчин и женщин старше 50 лет, а о несовершеннолетних — 31 181 человек, подавляющее большинство которых отбывали наказание за мелкие кражи и хулиганство. В категорию страдающих тяжёлым неизлечимым недугом попали около 198 000 заключённых в лагерях.
Сообщалось в записке Берии и о причинах значительного роста числа заключённых, к которым, помимо указов от 4 июня 1947 года, также был отнесён указ от 15 июня 1939 года, запретивший применявшиеся до этого досрочное освобождение и зачёт рабочего дня за два дня срока лишения свободы. Кроме того, в записке констатировалась необходимость декриминализации составов некоторых должностных, хозяйственных, бытовых и других преступлений с невысокой степенью общественной опасности с установлением за их совершение административной или дисциплинарной ответственности, а также смягчения уголовной ответственности за отдельные преступления.
27 марта 1953 года указ «Об амнистии» был подписан председателем Президиума Верховного Совета СССР К. Е. Ворошиловым и секретарём Президиума Н. М. Пеговым. По фамилии подписавшего амнистию её стали называть «ворошиловской». Название «бериевская» закрепилось за амнистией в постсоветское время. 28 марта указ опубликован в Правде и других центральных газетах.

### Действие амнистии по кругу лиц
Указ об амнистии предусматривал освобождение из мест заключения лиц, осуждённых на срок до 5 лет включительно (статья 1). Срок лишения свободы иных заключённых сокращался наполовину (статья 4). Независимо от срока наказания подлежали освобождению осуждённые за должностные и хозяйственные преступления, за наименее значительные воинские преступления (статьи 193-4 (пункт «а»), 193-7, 193-8, 193-10, 193-10а, 193-14, 193-15, 193-16 и 193-17 (пункт «а») Уголовного кодекса РСФСР и соответствующие статьи кодексов других союзных республик) (статья 2), беременные женщины и женщины, имеющие детей в возрасте до 10 лет, несовершеннолетние, мужчины старше 55 и женщины старше 50 лет, а также осуждённые, страдающие «тяжёлым неизлечимым недугом» (статья 3). При этом амнистия не распространялась на лиц, осуждённых на срок свыше 5 лет за контрреволюционные преступления, крупные хищения социалистической собственности, бандитизм и умышленное убийство (статья 7 указа).
Количество фактически освобождённых по амнистии из лагерей и колоний ГУЛАГа по состоянию на 16 ноября 1953 года:
| Категория амнистированных                                                             | Освобождено, человек |
| ------------------------------------------------------------------------------------- | -------------------- |
| Осуждённые на сроки до 5 лет                                                          | 551 551              |
| Осуждённые на сроки свыше 5 лет за должностные, хозяйственные и воинские преступления | 49 745               |
| Осуждённые на сроки свыше 5 лет, сокращённые наполовину согласно статье 4 Указа       | 425 811              |
| Женщины, имеющие детей в возрасте до 10 лет                                           | 57 132               |
| Беременные женщины                                                                    | 6013                 |
| Несовершеннолетние                                                                    | 5684                 |
| Мужчины старше 55 лет                                                                 | 44 210               |
| Женщины старше 50 лет                                                                 | 18 044               |
| Страдающие тяжёлыми неизлечимыми недугами                                             | 43 411               |
| Всего                                                                                 | 1 201 601            |

Отдельные положения указа вызывали трудности при их толковании. Так, понятие «хозяйственное преступление» раскрывалось уголовными кодексами союзных республик неодинаково. Глава о хозяйственных преступлениях Уголовного кодекса Украинской ССР, помимо обычных для таких глав республиканских кодексов составов преступлений (бесхозяйственность, расточение имущества, выпуск недоброкачественной, некомплектной или нестандартной продукции и др.), включала и такой состав, как спекуляция. В УК РСФСР, в свою очередь, этот состав был включён в главу «Иные преступления против порядка управления», следовавшую за главой «Преступления государственные». Главы о хозяйственных преступлениях кодексов Грузинской, Азербайджанской и Туркменской ССР не включали обмеривание и обвешивание потребителей, как в других союзных республиках. УК Белорусской ССР вообще не имел главы о хозяйственных преступлениях. Неоднозначно вопрос о круге хозяйственных преступлений решался и в юридической литературе, где объект спекуляции, как и в кодексах, определялся по-разному. С другой стороны, изготовление с целью сбыта и сбыт самогона, за которые союзным законодательством предусматривалось наказание свыше 5 лет лишения свободы и которые не были отнесены кодексами к хозяйственным преступлениям, определялись учёными как хозяйственные. Для осуждённого же на срок свыше 5 лет вопрос об отнесении его преступления к хозяйственным предопределял, будет ли он полностью освобождён от наказания, или половину срока ему отбывать всё-таки придётся.

### Состав освобождённых
Согласно официальной отчётности МВД СССР, всего по амнистии было освобождено 1 201 738 человек. Однако эти данные не включают в себя несовершеннолетних, освобождённых из детских колоний, освобождённых из тюрем МВД, и снятых с учёта ссыльных. С учётом этих трёх категорий под амнистию попало 1 349 263 человека.
Фактически большинство освобождаемых составляли осуждённые за общеуголовные преступления. Так, например, из подпадавших под действие указа от 27 марта 39 905 человек (не считая отбывших на момент амнистии половину срока, превышавшего 5 лет), содержавшихся в лагерях Дальстроя, по состоянию на 10 марта 1953 года, 14 617 человек были осуждены за хищения личной собственности граждан, 10 402 — за хищения социалистической собственности, 326 — за изнасилования, 1 047 — за разбой, 485 были отнесены к ворам-рецидивистам, 454 человека были осуждены за незаконное хранение оружия и 2 673 — за хулиганство. Из этих почти 40 тысяч человек за иные имущественные преступления были осуждены 855 человек, за воинские — 2 326, спекуляцию — 1 007, нарушения закона о паспортизации — 252, должностные и хозяйственные преступления — 1 745 и за прочие преступления — лишь 3 625 человек.
Встречающееся в литературе утверждение, что амнистия 1953 года совсем не затронула политических заключённых, является неверным. Под действие указа от 27 марта 1953 года подпадали осуждённые за контрреволюционные преступления на срок до 5 лет лишения свободы. Однако число таковых было крайне незначительным. Например, из 83 575 человек, осуждённых за контрреволюционные преступления (в том числе 17 602 человека — за антисоветскую агитацию по относительно мягкой статье 58-10 УК РСФСР) судами, военными трибуналами, военной коллегией Верховного суда СССР и особым совещанием в 1951 и 1952 годах, были осуждены к срокам от 3 до 5 лет всего 1 725 человек. По той же печально знаменитой статье 58-10, которая вменялась, в частности, рассказчикам антисоветских анекдотов, большинство осуждалось на 8—10 лет лишения свободы.

### Реализация и приостановление
Из-за резкого обострения криминогенной обстановки в стране Президиум ЦК КПСС 2 июля 1953 года одобрил проект Указа ВС СССР «О неприменении амнистии к лицам, осуждённым за разбой, ворам-рецидивистам и злостным хулиганам», согласно которому все освобождённые по амнистии, продолжавшие вести «паразитический образ жизни и не занимающиеся общественно-полезным трудом», были вновь осуждены и отправлены в ИТЛ.
К началу августа из 1 349 263 человек, которые подлежали амнистии, были освобождены 1 032 000 человек.

## Причины объявления амнистии

### КризисГУЛАГа
К 1953 году система исправительно-трудовых учреждений МВД находилась в глубоком системном кризисе. Одной из самых острых её проблем была крайне низкая производительность принудительного труда заключённых. Отсутствие материальной или иной личной заинтересованности самой рабочей силы с одной стороны и вся совокупность расходов на её содержание, организацию и охрану с другой делали труд заключённых нерентабельным. Руководство подразделений МВД принимало меры для повышения производительности труда. В частности, с конца 1940‑х годов на отдельных объектах промышленности министерства удалось добиться выплаты заключённым заработной платы, а также возобновления практики условно-досрочного освобождения за перевыполнение норм выработки и зачётов рабочих дней в счёт срока наказания, запрещённой в 1939 году. Однако эти меры не решали проблемы в целом.
Тяжёлые последствия для ГУЛАГа имела отмена в 1947 году смертной казни. В лагерях и колониях возникла и росла прослойка заключённых, осуждённых на 20—25 лет, воспринимавших свои сроки как пожизненные и не опасавшихся уже их увеличения. Заключённые этой категории с лёгкостью совершали убийства, в том числе, по малозначительным поводам, например, чтобы не выходить на работу зимой, проводя этот сезон в следственном изоляторе. Приближалась к своему пику «сучья война» — кровавая вражда между группировками заключённых, первоначально пошедших на сотрудничество с администрацией, а также примкнувших к ним («суками») с одной стороны и придерживавшихся традиционных для среды уголовников правил и норм поведения, «воровского закона» («законниками») — с другой. Появились и росли другие категории заключённых, консолидировавшихся по этнополитическим и другим признакам. В частности, во многих лагерях заметное влияние приобретали формирования украинских националистов, прибывавших в лагеря сплочёнными группами, объединённых жизнеспособной национальной идеей и обладавших навыками организованного сопротивления режиму, конспирации и контрагентурной работы. Все эти группировки вели между собой жестокую борьбу за ресурсы, низовые должности в лагерной администрации, более благоприятные условия отбывания наказания.
В результате перечисленных процессов в переполненных местах заключения в конце 1940‑х — начале 1950‑х годов администрация всё чаще утрачивала контроль над своими учреждениями. В начале 1951 года руководство ГУЛАГа отмечало резкий рост количества случаев организованного сопротивления лагерной администрации, убийств или попыток убийств её сотрудников и избиений надзирателей. Были зафиксированы случаи разложения целых лагерей, их своеобразная «оккупация» преступными группировками. Нередко представители администрации просто боялись заходить на территорию лагеря. С начала 1952 года, по образному выражению В. А. Козлова, исследовавшего архивные материалы отчётности МВД, «оперативная информация начинает походить на хронику боевых действий».
Весной 1953 года была предпринята не самостоятельная разовая акция, а начата назревшая структурная реорганизация ГУЛАГа, в ходе которой в 1953—1960 годах было свёрнуто большое количество мест заключения. Число содержавшихся в них лиц в целом непрерывно снижалось. Амнистия 1953 года не разрешила многих острых проблем, породила новые и была продолжена. Обострение ситуации в лагерях, волна восстаний контингента, не попавшего под амнистию, были одной из причин как продолжения политики амнистий и реабилитаций, так и возвращения лагерей и колоний из ведения Минюста в МВД. Оно было проведено на основании постановления Совета Министров СССР от 21 января 1954 года. По словам М. Кравери и О. В. Хлевнюка, «… реорганизация, предпринятая уже весной 1953 г., состоялась бы в любом случае, с Берией или без него. Главная причина достаточно энергичных и срочных действий нового руководства страны в этой области — глубокий кризис, в котором находилась карательная система в целом и экономика принудительного труда в частности».

### Другие версии
О мотивах объявления амнистии высказывалось много версий. Например, Александр Солженицын считал, что она была объявлена властью «в поисках популярности у народа». Однако этот автор в своём произведении основывался почти исключительно на мемуарных свидетельствах бывших узников и был вынужден восполнять дефицит достоверной информации логическими умозаключениями и художественной интуицией.
Лица, лучше Солженицына осведомлённые о действительных причинах принятия решений на высшем государственном уровне, тем не менее, подобные утверждения высказывали. Только в популизме обвинялся уже конкретно Берия. Так Н. С. Хрущёв заявил об инициировании Берией амнистии, «чтобы народ подкупить». Однако сделано это заявление было на июльском 1953 года Пленуме ЦК КПСС, первым и единственным (не считая организационных вопросов) пунктом повестки дня которого значилось «О преступных антипартийных и антигосударственных действиях Берия». Выступавшие на пленуме не стеснялись в выборе обвинений и уничтожающих характеристик. Хрущёв же был одним из самых активных членов Президиума ЦК в деле устранения Берии, претендовал на лидерство в партийном руководстве, был заинтересован в ликвидации такого серьёзного конкурента и получил от неё, в конечном итоге, наибольшее преимущество. Указ об амнистии был подписан Ворошиловым и Пеговым, сведения о причастности к ней Берии до 1980—1990‑х годов не публиковались, пояснительная записка Берии от 26 марта 1953 года имела гриф «совершенно секретно». При этом позиция Хрущёва не принималась всем руководством страны безоговорочно. Не только подписавший указ Ворошилов, но также и Председатель Совета министров СССР Г. М. Маленков — также активнейший участник заговора против «лубянского маршала», высказались о принципиальной правильности решения об объявлении амнистии, хотя и с оговорками о наличии у Берии своих мотивов для её проведения. Ознаменовавшие поворот в политике СССР решения, принимавшиеся на фоне закулисных интриг первых месяцев после смерти Сталина, в равной степени можно было связывать с именами как Берии, так и тех же Маленкова или Хрущева. Ошибки и достижения стали тогда неразличимыми в ходе разоблачения одних и возвышения других лидеров.
Рой Медведев приводил другую версию, бытовавшую в Москве: наплыв уголовников в столицу давал Берии основание накануне ожесточённой схватки в борьбе за власть не выводить из города дивизии МВД, введённые во время похорон Сталина. Интервьюер Медведева на это заметил, что эта версия «стройна, логична. Может, и верна. Хотя два момента смущают. Первый: она появилась именно после ликвидации Берии, когда на него уже вешали всех собак. Второй — как раз её стройность и логичность. Так бывает в выстроенных задним числом конспирологических схемах, но очень редко — в жизни». Каких-либо документальных свидетельств, позволяющих сделать вывод о готовившемся Берией весной 1953 года заговоре, не выявлено.
Историки Р. Г. Пихоя, А. В. Сухомлинов, Л. В. Кобба считают, что Берия инициировал амнистию с целью обострить криминогенную обстановку и, опираясь на военно-милицейские силы МВД СССР, покончить с «коллективным руководством» и прийти к единоличной власти.

## Последствия

### Рост преступности
Амнистия стала широко известна в СССР, в первую очередь, как повлёкшая небывалый до этого всплеск криминальных проявлений в стране. Французский историк Марк Эли считает слухи об этом, бытовавшие в 1950‑х годах в СССР, сильно преувеличенными.
По сообщаемым им данным, в 1953 году милицией зарегистрировано на 16,4 % больше преступлений, чем годом ранее. При этом наибольший рост отмечался в разряде особо тяжких и иных общеуголовных преступлений: эпизодов бандитизма зарегистрировано на 72,4 % больше, чем в предыдущем году, убийств — на 47,9 %, разбоя — на 176,7 %, карманных краж — на 137,1 %, — изнасилований — на 43,1 %. Тенденция к росту этих преступлений сохранилась и в 1954 году. Согласно учётам прокуратуры СССР число лиц, привлечённых к уголовной ответственности в 1953 году, в целом по сравнению с 1952 годом снизилось на 26,5 %. При этом, однако, значительно увеличилось число привлечённых за особо тяжкие преступления: за умышленное убийство это число поднялось на 37,8 %, за изнасилование — на 42 %, за разбой и грабеж — на 44,4 %. В литературе приводятся и более впечатляющие цифры общего числа преступлений: в 1953 году их количество увеличилось по сравнению с предыдущим годом со 153 199 до 347 134, то есть более чем в два раза.
Согласно данным, сообщённым вновь назначенным министром внутренних дел СССР С. Н. Кругловым, к 1 апреля 1954 года 84 225 человек из числа освобождённых по амнистии вновь привлечено к уголовной ответственности. Это составило 7 % от числа всех осуждённых за 1953 год (1 196 226 человек) и почти 8 % — за 1954 (1 082 708 человек).
Уже через несколько недель после указа, когда из лагерей вышли сотни тысяч амнистированных, среди которых было немало закоренелых и неисправимых уголовников, страну захлестнула волна жестоких преступлений. В архивах сохранилось множество сообщений об ужасных происшествиях, включая избиения, убийства и даже массовые изнасилования в поездах, которые были делом рук только что освободившихся заключенных. В апрельском секретном докладе сообщалось, как пятнадцать амнистированных проникли в вагон, предназначенный для женщин, и изнасиловали сорок женщин — почти всех, кто там находился. Американец по имени Джон Ноубл в момент объявления амнистии отбывал срок в Воркуте. Он вспоминал, что из 5 000 освобождённых 800 вскоре «вновь оказались в лагере, так как, выйдя на свободу, они устроили в городе кровавую вакханалию грабежей и поножовщины, убив 1 200 человек». 19 июня Хрущеву доложили о письмах в Правду, в которых обычные граждане жаловались на «существенный рост уличных преступлений, краж со взломом и убийств во многих крупных и мелких городах». Группа партийных работников в Ленинграде сообщала о пугающем количестве грабежей на улицах города, отмечая, что ситуация «характеризуется безнаказанностью преступников, которые орудуют при свете дня при практически полном отсутствии реакции со стороны милиции».

## Амнистия в культуре
- «Рива-Роччи» — рассказ Варлама Шаламова (1972)[62].
- «Холодное лето пятьдесят третьего…» — советский художественный фильм (1987).